# Clavulina copiosocystidiata
Clavulina copiosocystidiata é uma espécie de fungo pertencente à família Clavulinaceae.